# ميخائيل وود
ميخائيل وود (بالإنجليزية: Michael Wood)‏ هو سياسي نيوزلندي، ولد في 10 مايو 1980. حزبياً، نشط في حزب العمال النيوزيلندي. وقد انتخب عضو مجلس النواب النيوزيلندي عن دائرة Mount Roskill (New Zealand electorate) ‏ وقد انضم خلال فترته النيابية ‏ للكتلة البرلمانية حزب العمال النيوزيلندي وفي 2016 Mount Roskill by-election ‏، انتخب عضو مجلس النواب النيوزيلندي عن دائرة Mount Roskill (New Zealand electorate) ‏ لترشحه ضمن قائمة حزب العمال النيوزيلندي، خلال فترته النيابية ‏ (3 ديسمبر 2016 – ).